# Quercus fusiformis
Quercus fusiformis es una especie de roble de la familia Fagaceae. Está clasificada en la Sección Quercus, que son los robles blancos de Europa, Asia y América del Norte. Tienen los estilos cortos; las bellotas maduran en 6 meses y tienen un sabor dulce y ligeramente amargo, el interior de la bellota tiene pelo. Las hojas carecen de una mayoría de cerdas en sus lóbulos, que suelen ser redondeados. Es originaria de Norteamérica.

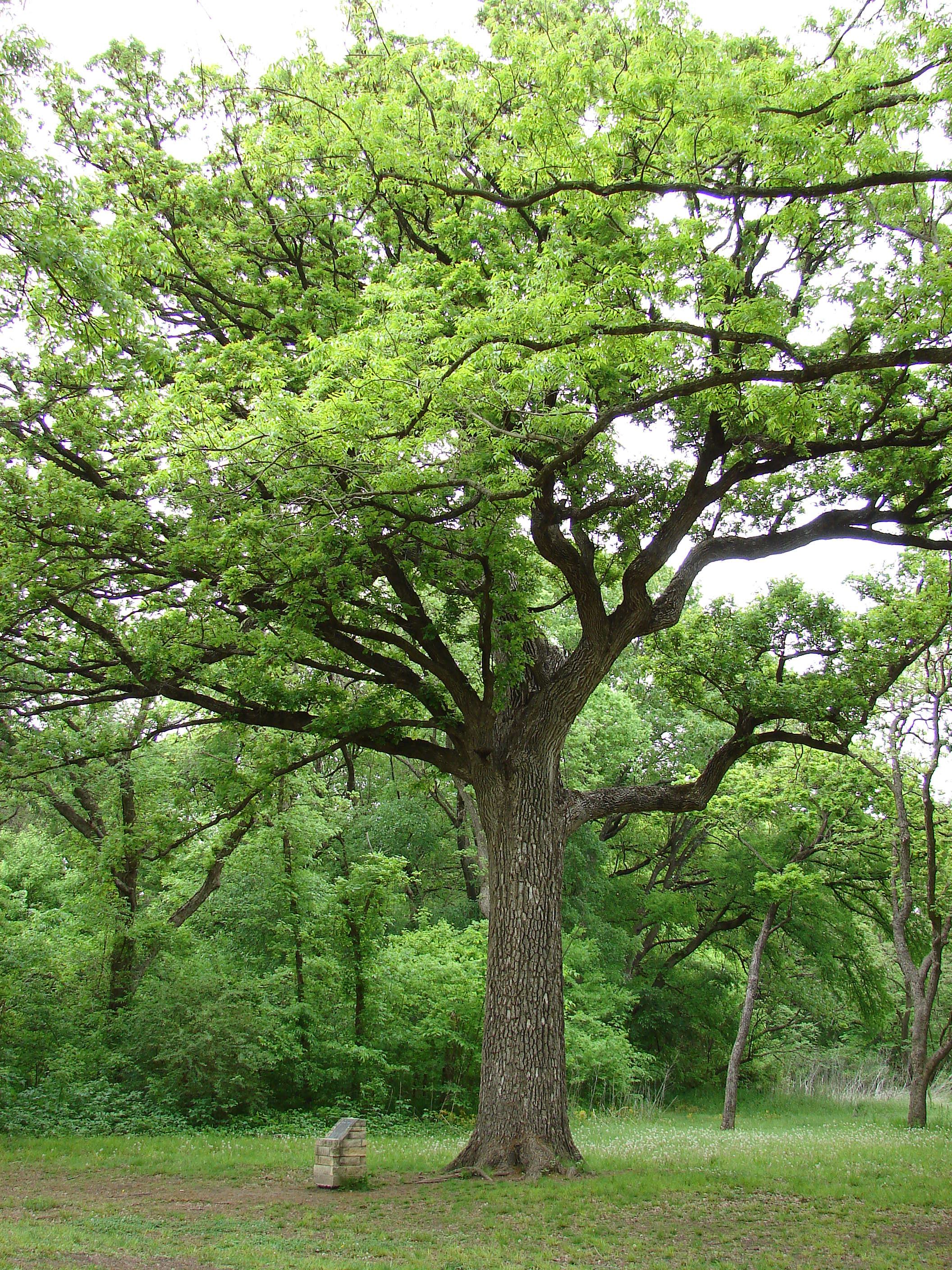
Vista del árbol

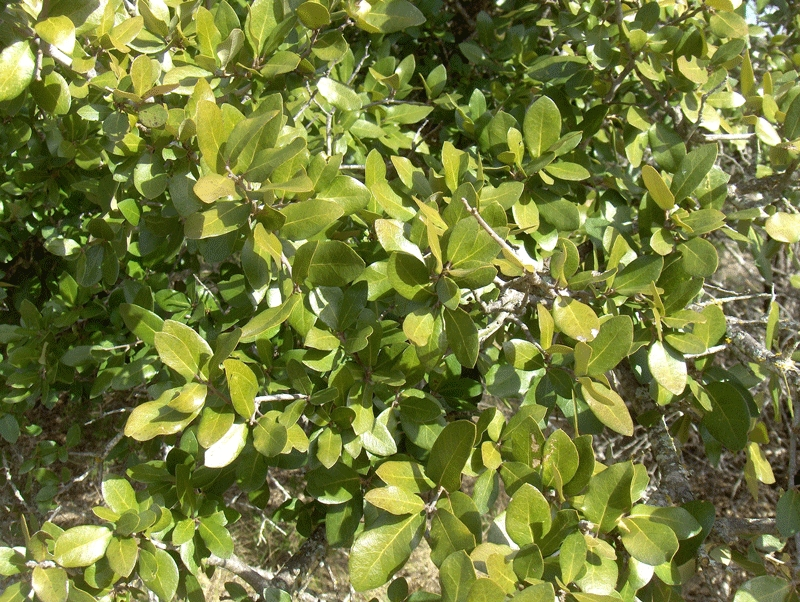
Hojas

## Distribución
Es un árbol de hoja perenne o casi. Su área de distribución natural incluye las montañas Quartz y Montañas Wichita al suroeste de Oklahoma, a través de Texas en los EE. UU. y en México en los estados de Coahuila, Tamaulipas y Nuevo León.

## Descripción
Este roble está dentro de la sección de los robles blancos sección Quercus sect. Quercus, se le distingue del Quercus virginiana fácilmente por las bellotas, que son un poco más grandes y con un poco más acentuadas su ápice. También es un árbol más pequeño, no superior a 1 m de diámetro del tronco (diámetro de 2,5 m del Quercus virginiana), con una ramificación más erecta y una corona menos ancha.
Quercus fusiformes se encuentra típicamente en los lugares secos, a diferencia de Quercus virginiana, que prefiere condiciones húmedas. El árbol es generalmente aceptado como el más robusto roble de hoja perenne, capaz de soportar inviernos muy fríos con una mínima hoja quemada en áreas tan frías como la zona 6a de la USDA. 

## Taxonomía
Quercus fusiformis fue descrita por John Kunkel Small y publicado en Bulletin of the Torrey Botanical Club 28(6): 357. 1901.
Etimología
Quercus: nombre genérico del latín que designaba igualmente al roble y a la encina.
fusiformis: epíteto latino 
Sinonimia
- Quercus oleoides var. quaterna C.H.Mull.
- Quercus virginiana var. fusiformis (Small) Sarg.
- Quercus virginiana subsp. fusiformis (Small) A.E.Murray
- Quercus virginiana var. macrophylla Sarg.
- Quercus virginiana f. macrophylla (Sarg.) Trel.[3][4]